# Marie-Louise Perrenoud
Marie-Louise Perrenoud (* 6. Juli 1947 in Prag) ist eine ehemalige französische Eisschnellläuferin.
Perrenoud, die für den CPC Paris startete, wurde im Jahr 1969 französische Meisterin im Mini-Mehrkampf und trat international erstmals in der Saison 1967/68 in Erscheinung. Dabei belegte sie bei der Mehrkampfweltmeisterschaft 1968 in Helsinki den 24. Platz im Mini-Mehrkampf und bei den Olympischen Winterspielen 1968 in Grenoble den 28. Platz über 1500 m, den 25. Rang über 3000 m, den 24. Platz über 1000 m sowie den 19. Platz über 500 m. Letztmals international startete sie bei der Mehrkampfweltmeisterschaft 1969 in Grenoble, wo sie den 23. Platz im Mini-Mehrkampf errang.

## Persönliche Bestzeiten
| Disziplin | Zeit       | Datum             | Ort      |
| --------- | ---------- | ----------------- | -------- |
| 500 m     | 47,6 s     | 23. Dezember 1967 | Grenoble |
| 1000 m    | 1:38,8 min | 1. Februar 1969   | Grenoble |
| 1500 m    | 2:32,5 min | 23. Dezember 1967 | Grenoble |
| 3000 m    | 5:29,5 min | 20. Dezember 1967 | Grenoble |